# (1386) Storeria
(1386) Storeria es un asteroide perteneciente al cinturón de asteroides descubierto el 28 de julio de 1935 por Grigori Nikoláievich Neúimin desde el observatorio de Simeiz en Crimea.
Está nombrado en honor del profesor N. Wyman Storer.